# Murgovo, Kărdjali
Murgovo (în bulgară Мургово) este un sat în comuna Kărdjali, regiunea Kărdjali,  Bulgaria. 

## Demografie
Componența etnică a satului Murgovo
     Nicio identificare (1,66%)
     Turci (98,33%)
     Altele (0%)
La recensământul din 2011, populația satului Murgovo era de 301 locuitori. Din punct de vedere etnic, majoritatea locuitorilor (98,33%) erau turci. Pentru 1,66% din locuitori nu este cunoscută apartenența etnică.